# Трипо Спахић
Трипо Спахић (Чапљина 27. август 1982) српски је историчар. Садашњи је историчар Завода за заштиту споменика културе Краљево, где од 26 марта 2019. године ради као сарадник на дигитализацији непокретних културних добара.
Стални дописник културних и верских догађања епархије Жичке, и града Краљева. Примарна област његовог научног интересовања јесте историја српског народа у ширем окружењу Р. Србије, као и у самој Србији. За време студирања био уредник студентског часописа „Трибун”.

## Образовање
Основну школу започео у Чапљини, услед грађанског рата у СФРЈ пребегао са породицом у Србију. Основну школу завршава у Врби код Краљева (основна школа „Доситеј Обрадовић”). Уписује средњу техничку школу „14. октобар” Краљево где матурира са одличним успехом и стиче звање машински техничар. Уписује 2003. године студије историје на Филозофском Факултету у Никшићу, и стиче звање историчара. Уписује постдипломске специјалистичке студије историје на истом факултету које завршава 2009. године одбранивши рад „Културна баштина Котора и српска православна црква Светог Луке у Котору” под менторством доцента др. Наде Томовић.